# Rio Gârbova Mare
O Rio Gârbova Mare é um rio da Romênia, afluente do Iza, localizado no distrito de Maramureş.